# Феллер, Рене
Рене Феллер (нидерл. René Feller, 23 декабря 1942, Хорн, Нидерланды — 18 августа 2019, Зваг (нидерл.) Нидерланды) — нидерландский футбольный тренер.

## Биография
В качестве футболиста выступал за голландские и немецкие любительские клубы. Став тренером, Феллер продолжил работать с малоизвестными коллективами, параллельно работая продавцом гончарных изделий. Благодаря знакомым специалист попал в Кувейт, где он трудился в системе «Аль-Кадисии». Затем наставника пригласили в Эритрею, где Феллер возглавлял вначале молодежную, а затем и главную национальную команду страны. Позднее голландец тренировал команды из Руанды и Эфиопии.

### Последние годы жизни
После своего возвращения на родину Рене Феллер в 2017 году написал биографическую книгу о своих африканских приключениях. Наставник скончался 18 августа 2019 году в небольшом городе Зваг на 77-м году жизни.

## Достижения
- Чемпион Руанды (1): 2009.
- Чемпион Эфиопии (1): 2014.